# V型10気筒
V型10気筒（ブイがたじっきとう）はレシプロエンジン等のシリンダー配列形式の一つで、シリンダーが片バンクに5気筒ずつV字に配置されている形式を指す。V10と略されることが多い。
当記事では専らピストン式内燃機関のそれについて述べる。

## 概要

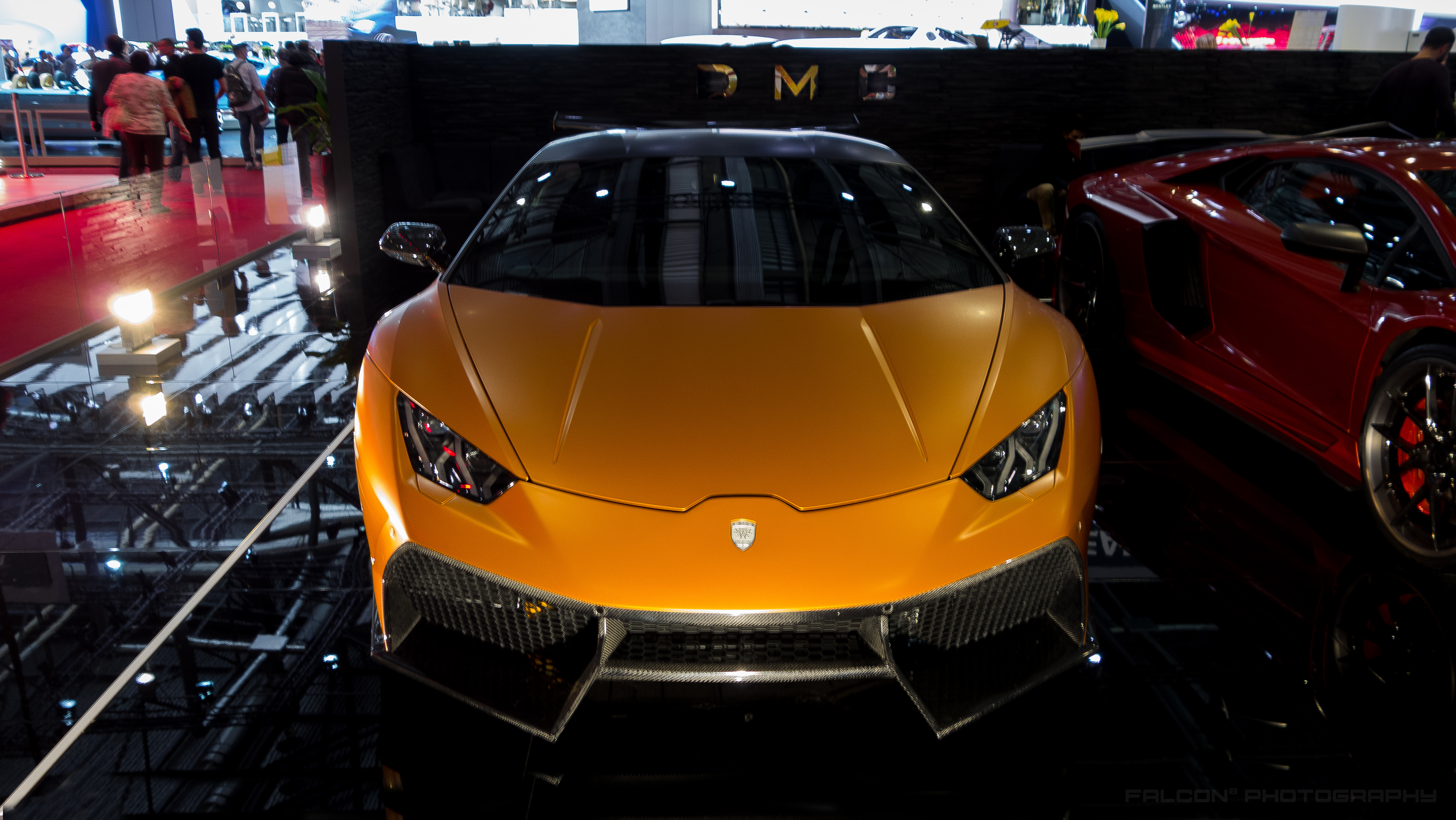
ランボルギーニ・ウラカン

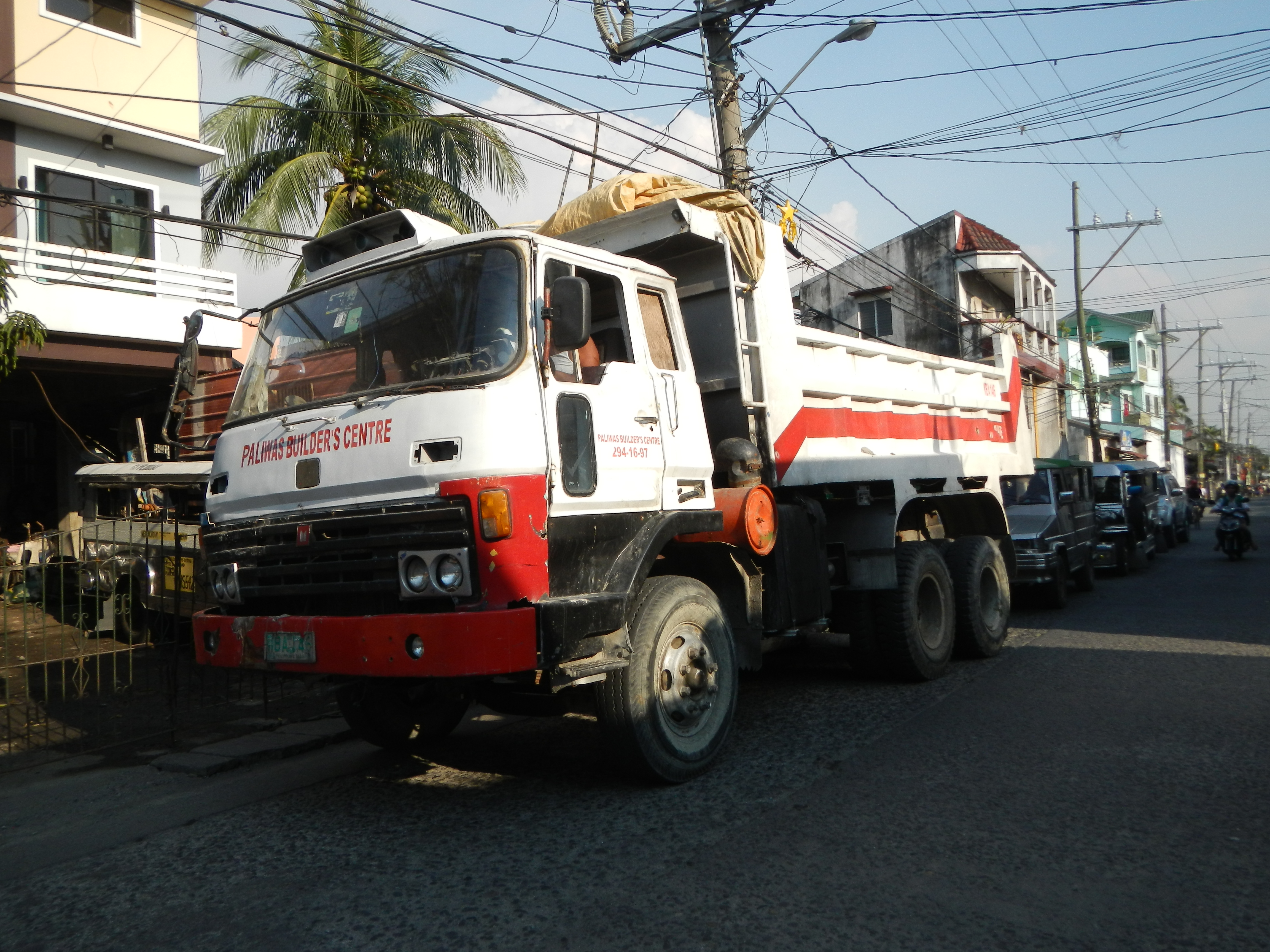
いすゞ・ニューパワー

多気筒の中ではメジャーなV8とV12に比べると、V10は5の倍数の気筒数という関係上、振動の問題を解決するのが長年の間困難であった。またEFI（燃料噴射装置）の無かった時代に、キャブレターで適切な燃料供給を行う事が技術的に厳しかった。これらの問題は直5が登場した1970年代には解決されていたが、そもそもV8以上のスペックを求めるならば「完全バランス」と形容されるほど振動の少ないV12にすればいいので、V10を開発しようという発想自体が薄かった。そうした事情から、市販乗用車への採用はV12より70年も遅くなってしまった（1991年にピックアップトラック用のV10を流用したダッジ・バイパーが初）。
しかし1989年にF1世界選手権で「V8とV12の良い所どり」という、市販乗用車とは異なるニーズに完全に合致したV10が覇権を握るようになると、「V10＝スポーツエンジン」というイメージが定着するようになり、独特の乗り味も相まって2000年代半ばまでスーパーカーやレーシングカーの世界で一時代を迎えた。当時F1に参戦していたBMWやトヨタ、ホンダはこれにあやかってV10の市販車を開発していた。だが2006年にF1がV8化されるとそうした気運も失われ、さらにダウンサイジングターボの流行も加わって、一気に数を減らしていった。
乗用車以外の用途としては歴史が古く、1936年にアメリカの機関車でディーゼル仕様のV10が採用されているのが最古の記録とされる。トラック・バスでは1970年代からメルセデス・ベンツや日本メーカー（日野自動車・いすゞ・三菱ふそう・日産ディーゼル）、タトラなどが積極的に採用し、同時期に戦車でも西ドイツ軍時代のレオパルト1、陸上自衛隊の74式戦車、およびその後継である90式戦車がディーゼルのV10エンジンを搭載した。これらは乗用車に比べて車重が重く、V8とV12の中間が必ずしも中途半端な存在にはならないことや、振動が大きな問題にならないことなどがV10採用のハードルを下げていた。しかし21世紀に入る前後にはいずれも直6ターボなどに移行し消滅している。
乗用車向けのV10は、姉妹車でエンジンが共通であるフォルクスワーゲングループのアウディ・R8とランボルギーニ・ウラカンに残るのみだったが、これも2024年を最後に新車の受注や生産を終了しており、現行のラインナップからは消滅している。

### バンク角
4ストロークのV10では、左右のバンクでクランクピンを共有した場合に燃焼間隔が等しくなるバンク角の72°を採用するのがセオリーとされる。しかしながらサイズや低重心化、部品共通化（既存のV8に2気筒を足すやり方）の都合上、現実には90°が採用されることが多い。
例えばF1においては初期には72°のV10が採用されていたが、後にレイアウトの自由度の都合上90°が主流となっている。中にはルノーが、旧ベネトン・フォーミュラ時代のB201からR23にかけて採用した、111°という広角バンクの例もある。
市販乗用車でもV10を搭載したモデルはあるが、各エンジンのバンク角は以下の通りである。
- 90°：ダッジ・バイパー、BMW・M5、BMW・M6、ランボルギーニ・ガヤルド、ランボルギーニ・ウラカン、アウディ・R8、ホンダ・HSV-010（試作のみ）
- 72°：レクサス・LFA
- 68°：ポルシェ・カレラGT

## モータースポーツ

### フォーミュラカーレース

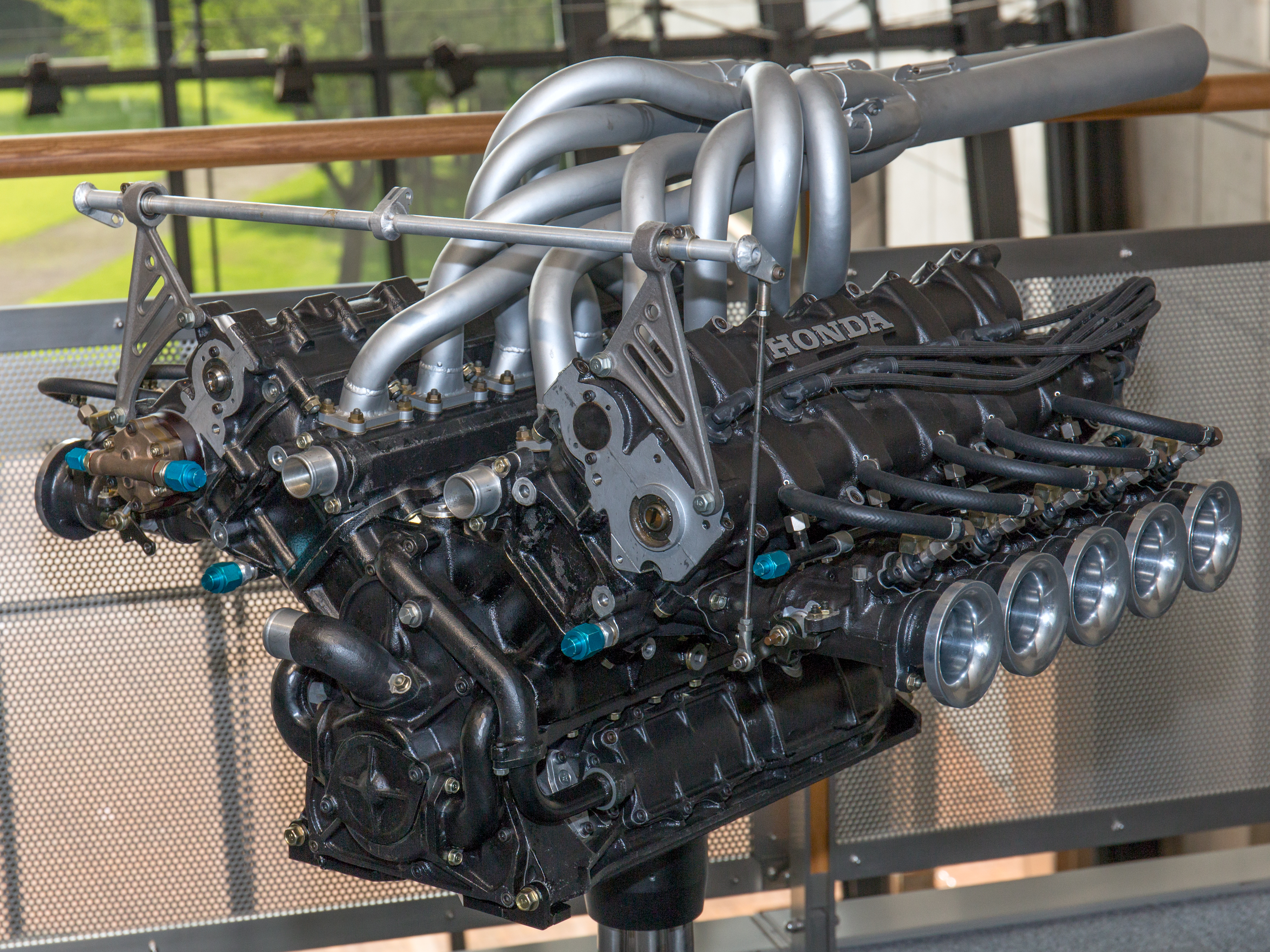
ホンダが1982年に試作したV10エンジン

ホンダは1982年に、アルファロメオも1986年にF1用のV10をそれぞれ試作したが、実戦には投入されなかった。
ターボが禁止された1989年に、ホンダとルノーがV10自然吸気エンジンの実戦投入を開始。最大3.5Lという排気量に対して最適な気筒数であったV10は、V12に劣らぬパワーとV12よりも優れたシャシーバランスを実現し、いずれも大きな成功を収めたことでトレンドの波に乗った。そして2000年からはレギュレーションによりエンジン規格がV10に統一された。
2006年からは速度抑制とコスト削減のためにV8に切り替えられることになったが、新規参入のスクーデリア・トロ・ロッソのみリストリクター（吸気制限装置）装着＋最高回転数制限という条件の下、ミナルディが使用していたコスワース製V10エンジンを特例として一年間認可されていた。
その後、2014年にはV6ターボ+ハイブリッド化されるなど、長らくF1のレギュレーションからV10は遠ざかっていたが、その独特の甲高い排気音はファン・関係者ともに人気が高く、FIAが持続可能燃料100%の使用を前提に、V10復帰に向けた検討を2025年に開始している。この検討は引き続きV6ターボ+ハイブリッドが用いられる2026年の新レギュレーションの早期終了やキャンセルも含めたもので、メーカー同士による駆け引きや、極めて先進的かつ高効率になったハイブリッドを捨ててV10に逆行する意義が今の時代にあるのかなど、関係者間での意見は割れていたが、ひとまず2030年まではV6ハイブリッドが維持される事となっている。

### スポーツカーレース

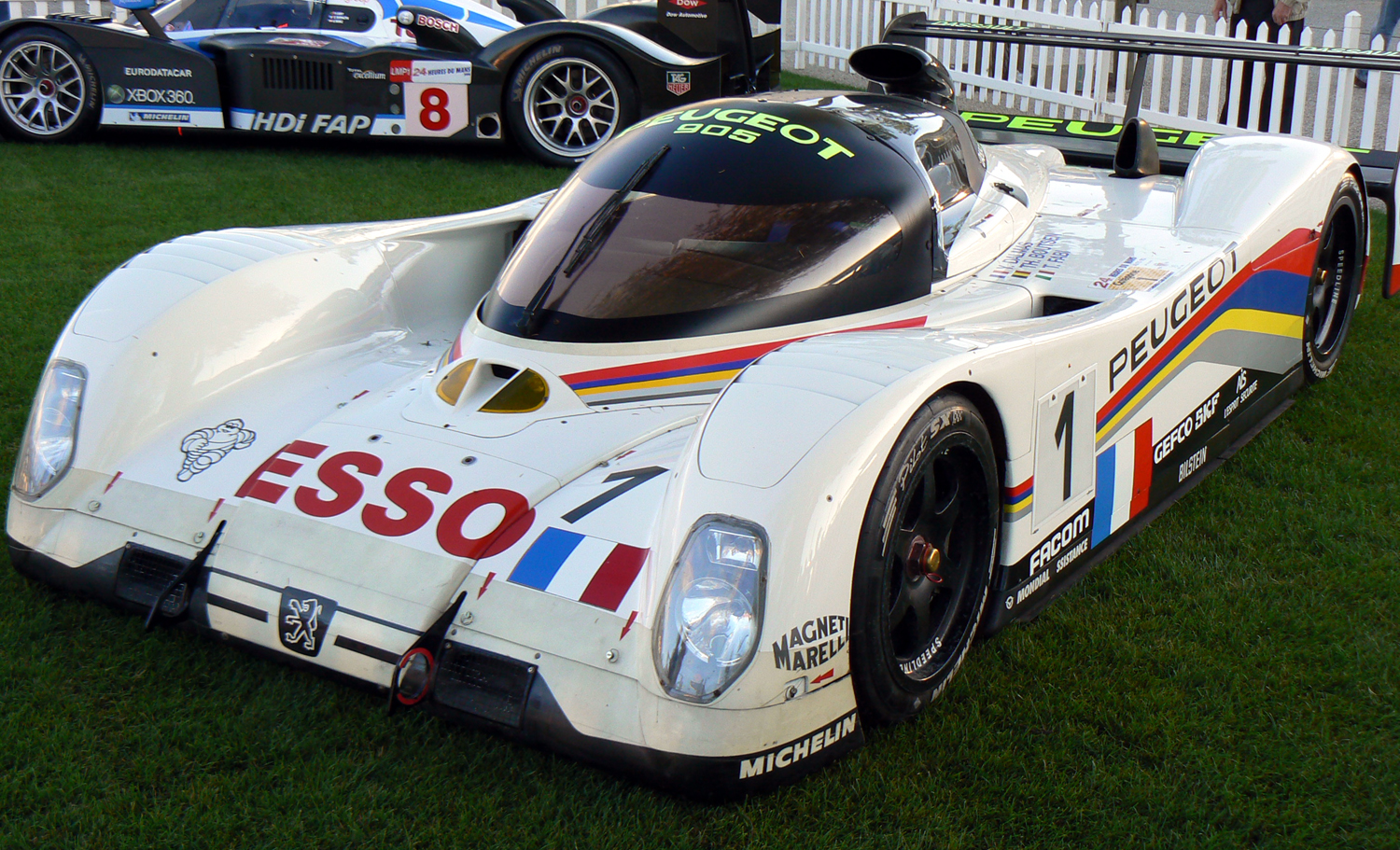
プジョー905 EVO

1990年代のスポーツカー世界選手権（SWC）及びル・マン24時間では、当時エンジンレイアウトがほぼ完全に自由であったグループC規定を、F1とのマニュファクチャラーの相互融通を見込んで、F1と同様に最大排気量3.5Lの自然吸気エンジンに制限した。これによりプジョー・905、トヨタ・TS010、マツダ・MX-R01、アルファロメオ・SE048など、当時のF1と同じくV10を心臓部に収めるプロトタイプレーシングカーが多数誕生したが、この規則はエントラントからたいへん不評で、栄華を極めていたグループC規定をたった3年で消滅に追い込んでしまった。
2009年にはLMP1規定のアウディ・R15 TDIがV12より軽量コンパクトで燃費も良いディーゼルターボのV10を搭載して登場し、2010年ル・マンを制覇している。
GTカーでは1990 - 2000年代にダッジ・バイパーが、ピックアップトラックから流用したOHVの8リッターV10で鳴らし、ル・マンのGT-Sクラス3連覇やFIA-GT選手権チャンピオン、ニュルブルクリンク24時間レース2度の制覇、デイトナ24時間レース総合優勝など数々の実績を残している。
2010年代以降のグループGT3規定下では兄弟車の関係にあるアウディ・R8/ランボルギーニ・ウラカンがV10自然吸気エンジンを採用し、ブランパンGTシリーズ（現GTワールドチャレンジ）やニュルブルクリンク24時間、スパ・フランコルシャン24時間など主要GTレースを制覇している。

## 搭載車種
- いすゞ・ニューパワー
- いすゞ・810
- いすゞ・ギガ
- いすゞ・スーパークルーザー
- いすゞ・ガーラ

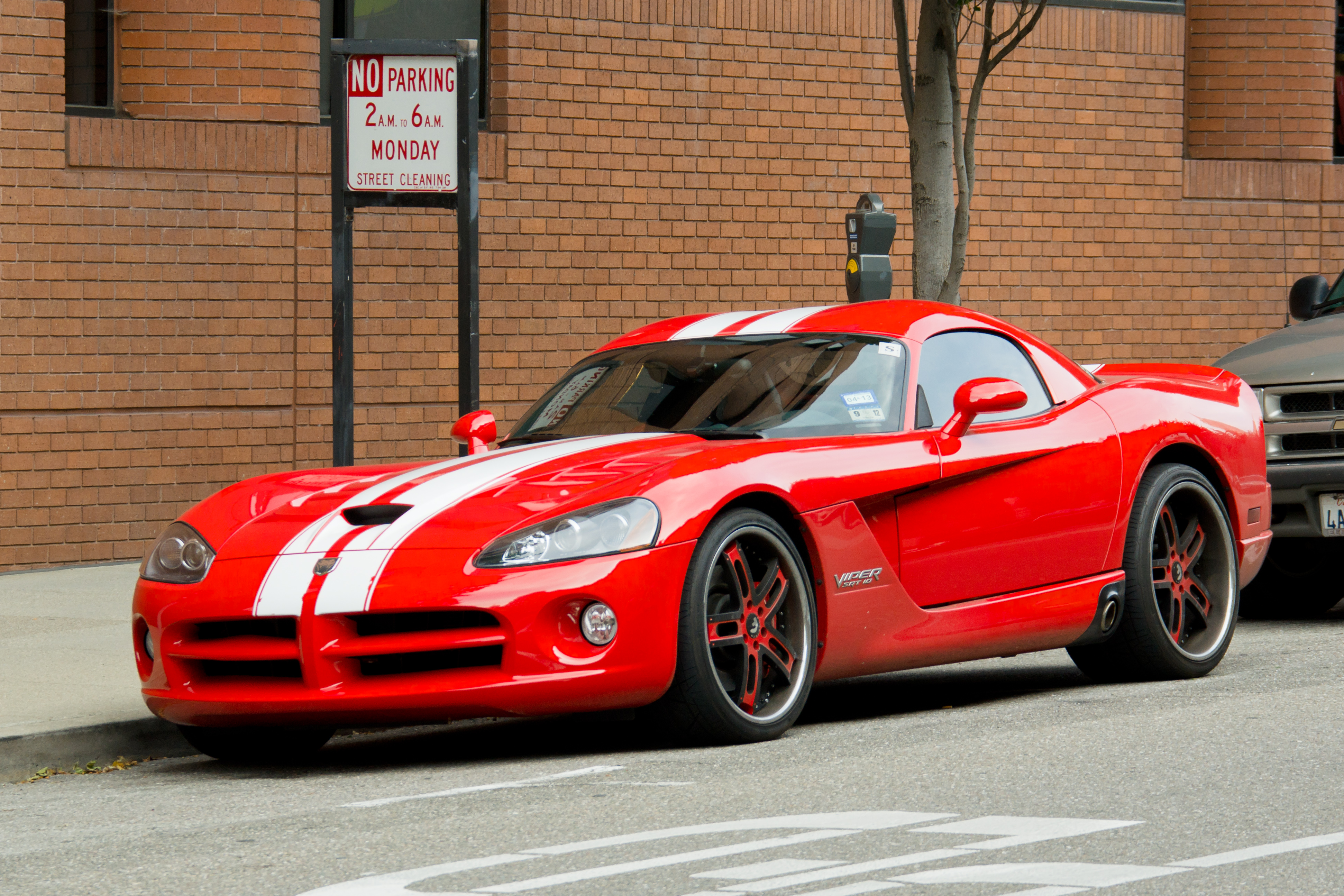
ダッジ・バイパー

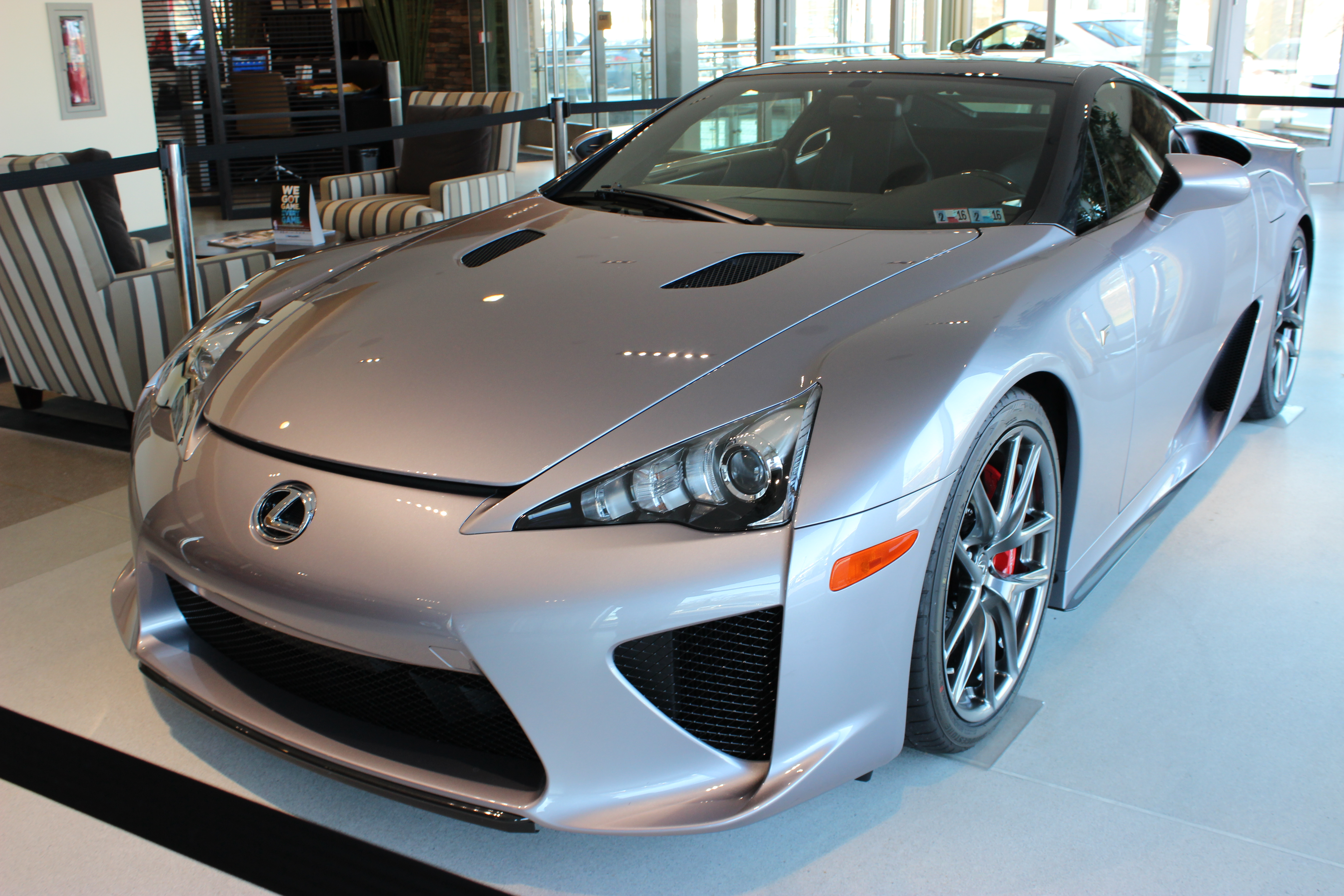
レクサス・LFA

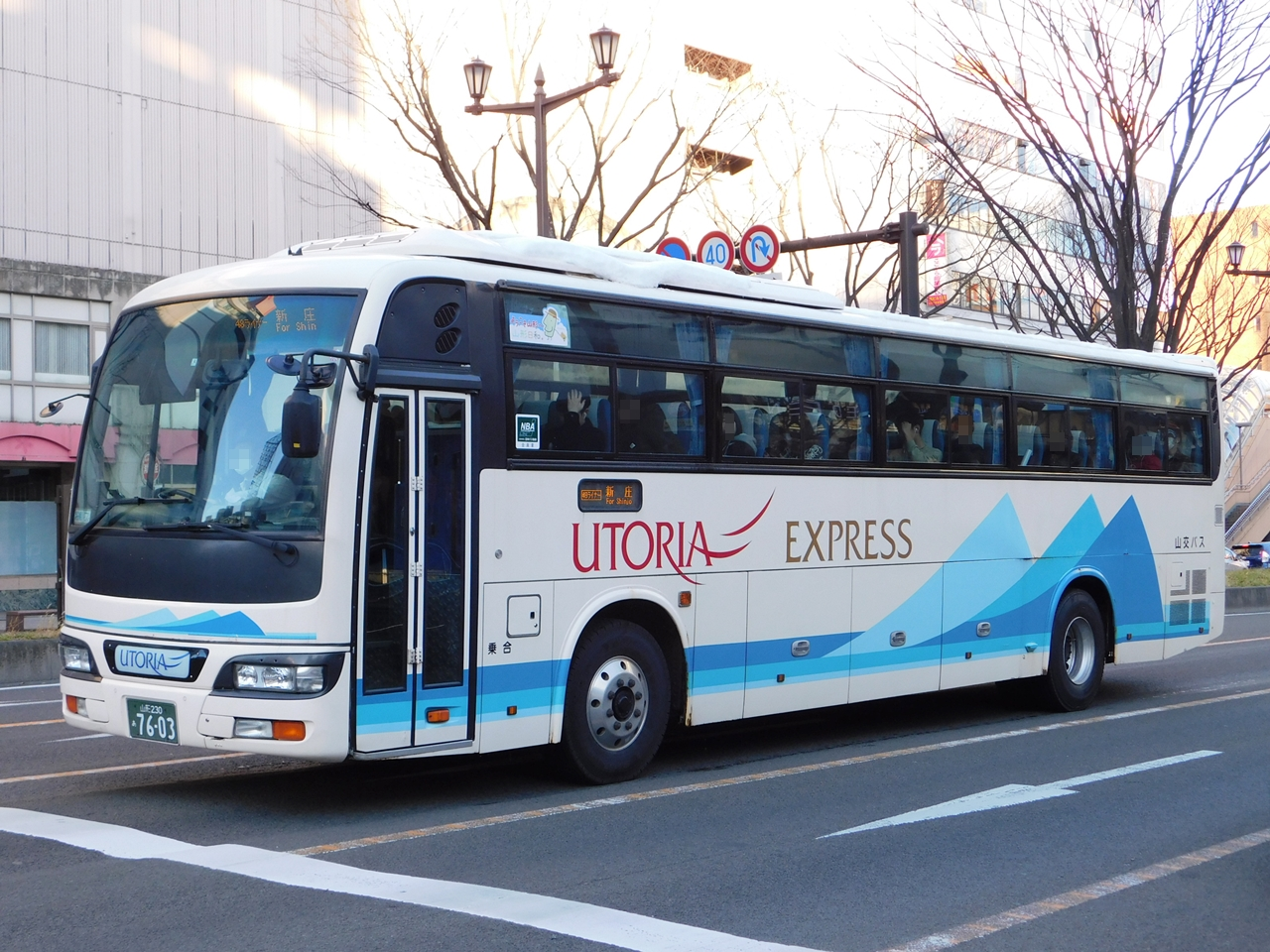
日産ディーゼル・スペースアロー

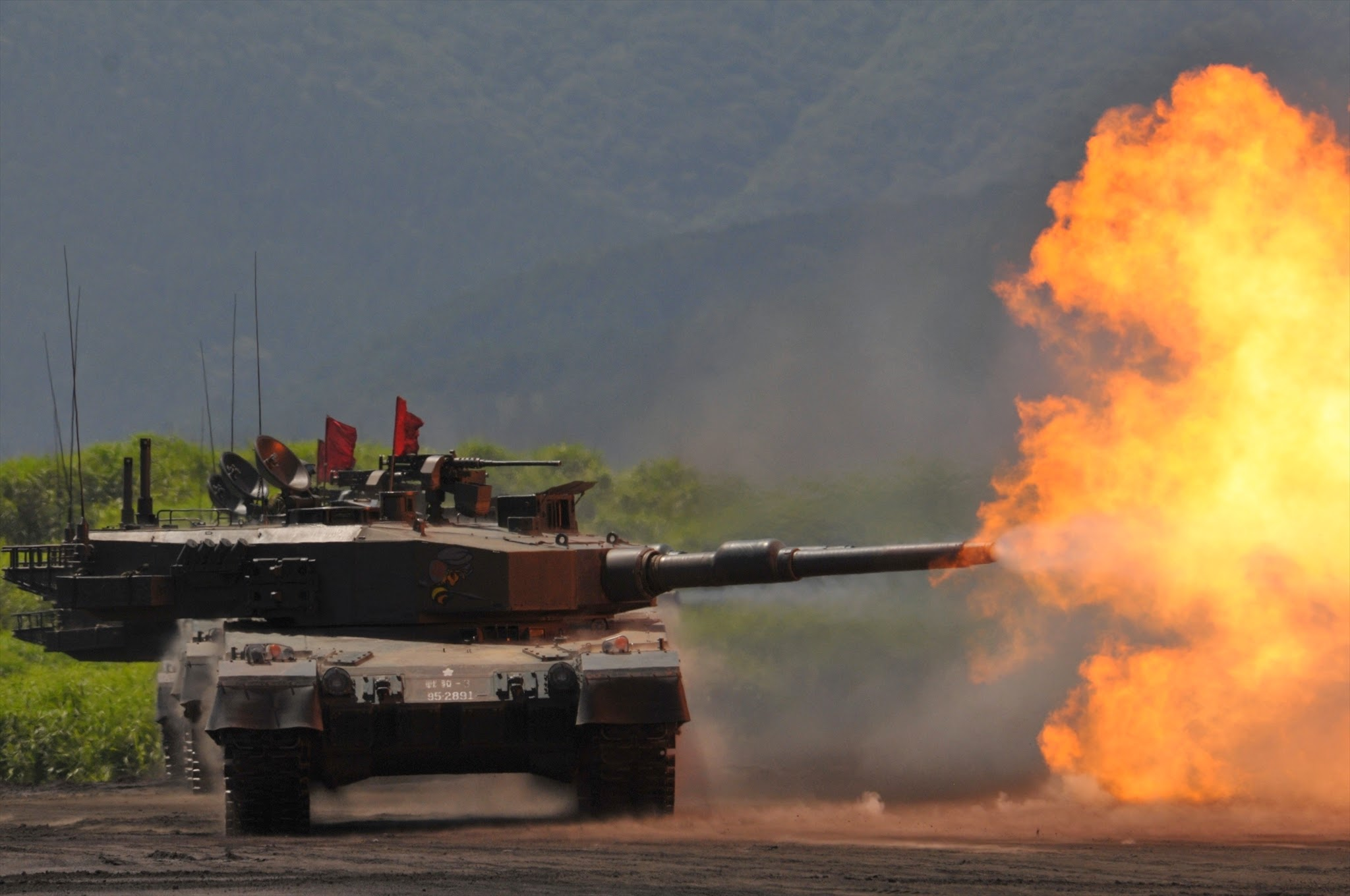
90式戦車

- 三菱ふそう・Tシリーズ（トラクターの一部）
- 三菱ふそう・Fシリーズ（トラクターの一部）
- 三菱ふそう・ザ・グレート（トラクターの一部）
- 三菱ふそう・スーパーグレート（トラクターの一部）
- 日産ディーゼル・レゾナ
- 日産ディーゼル・ビッグサム
- 日産ディーゼル・クレーンキャリアKG66W
- 日産ディーゼル・クレーンキャリアKL67Y
- 日産ディーゼル・スペースウィング
- 日産ディーゼル・スペースドリーム
- ヨンケーレ・モナコ
- 日野・HE
- 日野・HH
- 日野・スーパードルフィン
- 日野・スーパードルフィンプロフィア
- ダッジ・ラム
- ダッジ・バイパー
  - ダッジ・トマホーク - バイパーのV10を採用した4輪式オートバイ
- フォルクスワーゲン・フェートン、トゥアレグ（ディーゼルエンジン）
- BMW・M5
- BMW・M6
- アウディR8
- アウディ・S8
- アウディ・S6
- アウディ・RS6
- レクサス・LFA
- ランボルギーニ・ガヤルド
- ポルシェ・カレラGT
- フォード・エクスカージョン
- ランボルギーニ・ウラカン
- ランボルギーニ・セスト・エレメント
- ランボルギーニ・アステリオン

### 未発売に終わったV10搭載車
- ランボルギーニ・P140 - 発売されていれば世界初のV10乗用車になった可能性があった。
- ジオット・キャスピタ - バブル期に計画された国産スーパーカー。
- ホンダ・HSV-010 - NSXの後継として開発されていたスーパーカー。SUPER GTではGT500車両として活躍したが、そのエンジンはV8であった。

### その他
- レオパルト1
- 陸上自衛隊74式戦車
- 陸上自衛隊90式戦車